# قانون اساسی اوکراین

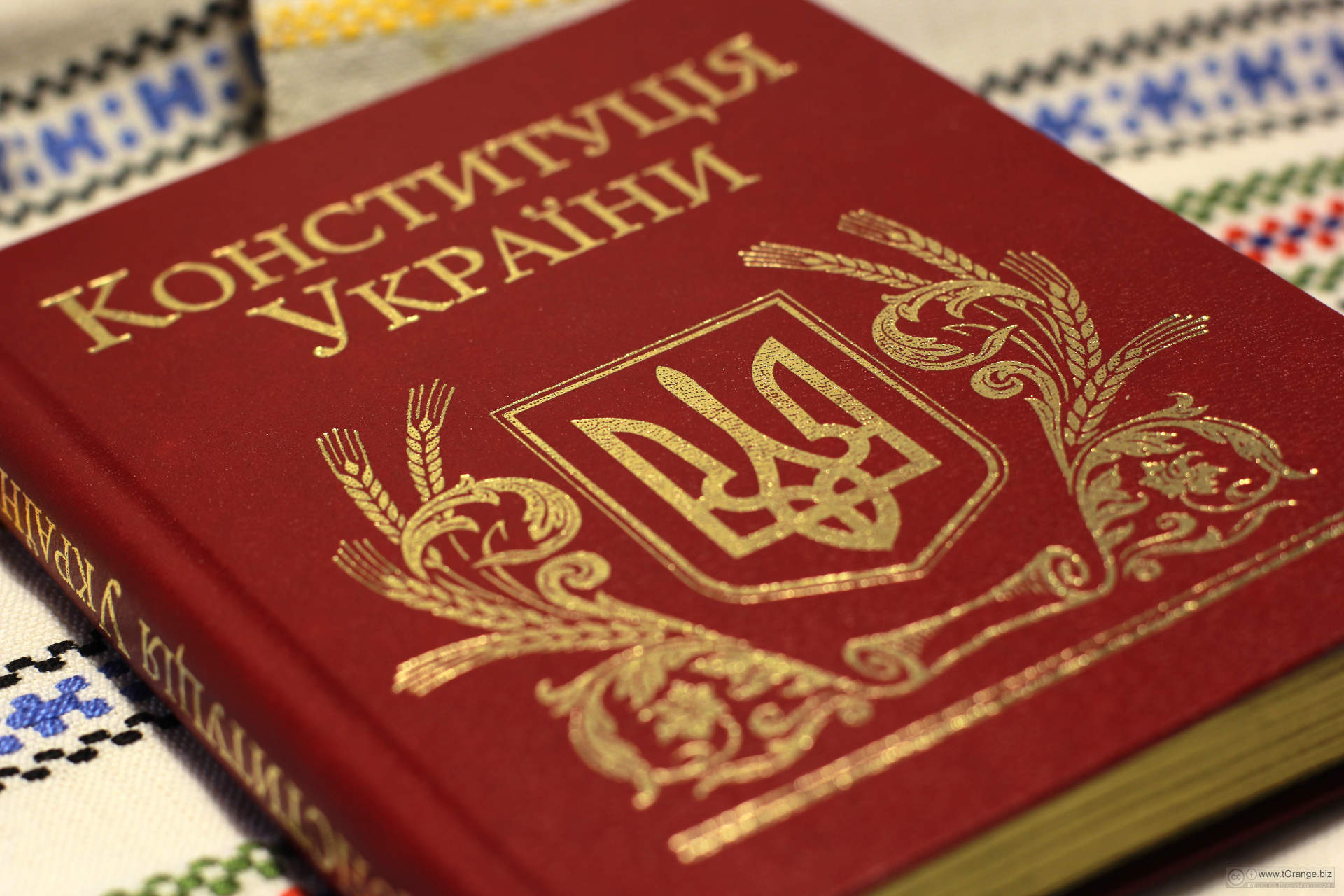
تصویر جلد قانون اساسی اوکراین

قانون اساسی اوکراین (اوکراینی: Конституція України) قانون اساسی کشور اوکراین است. این قانون در ۲۸ ژوئن ۱۹۹۶ در جلسه پنجم پارلمان اوکراین به تصویب رسید. قانون اساسی با ۳۱۵ رای موافق از مجموع ۴۵۰ آرای نماینگان پارمان تصویب شد (۳۰۰ رای حداقل آرای لازم برای تصویب).
سایر قوانین و دیگر اقدامات اصولی و نظارتی اوکراین باید مطابق قانون اساسی باشد. حق اصلاح قانون اساسی از طریق رویه ویژه قانونی تنها به پارلمان واگذار شده است. تنها سازمانی که قدرت تفسیر قانون اساسی و تایید موارد قانونی را دارد دادگاه قانون اساسی اوکراین می‌باشد.
از سال ۱۹۹۶ روز ۲۸ ژوئن به عنوان روز قانون اساسی تعطیل رسمی است.

## ساختار
قانون اساسی اوکراین دارای ۱۵ فصل می‌باشد:
1. اصول کلی
2. حقوق بشر و حقوق شهروندی، آزادی‌ها و وظایف
3. انتخابات. همه‌پرسی.
4. پارلمان اوکراین
5. رئیس جمهور اوکراین
6. کابینه وزیران اوکراین، دیگر سازمان‌های اجرایی
7. Prokuratura
8. عدالت
9. تمامیت ارضی اوکراین
10. جمهوری خودمختار کریمه
11. دولت‌های محلی خودمختار
12. دادگاه قانون اساسی اوکراین
13. معرفی اصلاحات در قانون اساسی اوکراین
14. مقررات نهایی
15. مقررات انتقالی